# يو إس إس أندرسون (دي دي-411)
يو إس إس أندرسون (دي دي-411) كانت مدمرة من فئة سيمز تابعة للبحرية الأمريكية، جاء اسمها تكريمًا للأدميرال إدوين ألكساندر أندرسون الابن، الحاصل على وسام الشرف.